# Camarilla Ma

Bandera del Partido Kuomintang "Cielo azul con sol blanco", que fue utilizada por Xibei San Ma

La Camarilla Ma o los Señores de la guerra de la familia Ma es el nombre colectivo de un grupo de señores de la guerra Hui (chinos musulmanes) en el Noroeste de China quienes gobernaron las Provincias chinas de Qinghai, Gansu y Ningxia durante 10 años, entre 1919 y 1928. Tras el derrocamiento de la Dinastía Qing en 1911, la región cayó bajo el control del caudillo chino musulmán Ma Qi hasta la Expedición del Norte llevada a cabo por el Gobierno la República de China para consolidar el control central en 1928. Existieron tres familias en la Camarillae Ma ("Ma" es una versión común china del nombre musulmán "Muhammad"), cada una de ellas controlaba respectivamente tres áreas: Gansu, Qinghai, y Ningxia. Los tres miembros más prominentes de la camarilla fueron Ma Bufang, Ma Hongkui, y Ma Hongbin, los cuales eran conocidos colectivamente como Xibei San Ma (, Los Tres Ma del Noroeste). Algunos escritores contemporáneos, como Edgar Snow, describen a la camarilla como los "Cuatro Ma" (en vez de tres), añadiendo al hermano de Ma Bufang, Ma Buqing, a la lista de los caudillos principales. Otro Ma prominentes fueron Ma Anliang, Ma Qi, Ma Lin, Ma Hu-shan, y Ma Zhongying.

## La camarilla

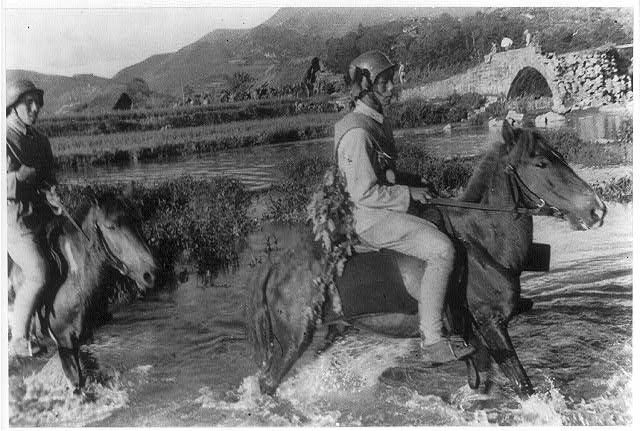
La familia musulmana del General Ma Bufang, favorable a Chiang, combatió la corrupción de Feng Yuxiang en el Noroeste.

Los caudillos de la Camarilla Ma eran generales en el ejército de la República de China, quienes controlaban gran parte de la China continental hasta que esta fue tomada por los comunistas del Ejército Popular de Liberación. Dicha camarilla surgió de los generales chinos musulmanes que servían en el ejército de la Dinastía Qing, quienes lucharon en la Rebelión Bóxer contra las fuerzas invasoras extranjeras. Fue continuada por dos generaciones de su descendencia.
Tras la Revolución de Xinhai que derrocó a los Qing, los generales de la Camarilla Ma proclamó su lealtad a la flamante República de China. A diferencia de los mongoles, los Hui musulmanes se negaron a separarse de la nueva República, y Ma Qi utilizó rápidamente sus influencias diplomáticas y militares para convencer a los nobles tibetanos y mongoles de reconocer al Gobierno de la República de China como una fuerza superior, enviando un mensaje al Presidente Yuan Shikai, asegurándole que Qinghai permanecería dentro de la República. Reemplazó el lema "Larga, Larga, Larga, vida al emperador", por "Larga, Larga, Larga, vida a la República de China" en todas las inscripciones gubernamentales. Ma Anliang también se integró al nuevo Gobierno de la República de China.
Cuando el Kuomintang tomó el poder en la Expedición del Norte, los caudillos de la Camarilla Ma se hicieron miembros del Kuomintang, y sus ejércitos se convirtieron en divisiones del Ejército Nacional Revolucionario. El Ejército de Ninghai de la Camarilla Ma a las órdenes del General Ma Qi se transformó en la 26ta División del Ejército Nacional Revolucionario.
Ma Zhongying lanzó a la 36ta División contra el gobernador prosoviético del Sinkiang, Jin Shuren durante la Rebelión Kumul, y también contra los mismos soviéticos durante la Invasión soviética de Sinkiang. La 36ta División también aplastó a la Primera República del Turkestán Oriental en la batalla de Kashgar (1934).
En la guerra sino-tibetana, las fuerzas de la Camarilla Ma, lideradas por Ma Bufang, derrotaron al ejército tibetano. También durante la Pacificación de Qinghai Ma Bufang combatió contra las tribus tibetanas en Qinghai para someterlas a su control.
Durante la segunda guerra sino-japonesa, las fuerzas de la Camarilla Ma combatieron a los japoneses, Ma Hongbin lideró al 81.er Cuerpo contra los japoneses en la batalla de Wuyuan. Ma Bufang envió a Ma Biao a atacar al ejército japonés. Cuarenta años antes, Ma Biao había participado en la Rebelión Bóxer contra la Alianza de las Ocho Naciones.
Ma Bufang recibió la orden del Kuomintang de invadir el Sinkiang en la década de 1940 para derrotar las fuerzas del gobernador prosoviético Sheng Shicai. Las fuerzas de la Camarilla Ma también combatieron contra la Segunda República del Turkestán Oriental durante la Rebelión Ili.

## Las Tres Familias de la Camarilla Ma
- La primera familia estaba encabezada por Ma Zhanao. Este tenía dos hijos, Ma Anliang, y Ma Guoliang, ambos fueron generales Qing. Posteriormente, Ma Anliang fue ascendido a general de la República de China. Ma Anliang tuvo 5 hijos, de los cuales 3 son desconocidos. Los otros dos eran Ma Tingran y Ma Tingxian, este último ejecutado en 1962 por una Corte Popular.

- La segunda familia estaba encabezada por Ma Qianling. Ma Hongbin y Ma Hongkui eran primos. Sus padres respectivos, Ma Fulu (马福绿) (1854–1900) y Ma Fuxiang (马福祥) (1876–1932) procedían de Yangzhushan (阳注山) (actualmente en Linxiá), y eran medio hermanos. El padre de Ma Fulu y Ma Fuxiang, llamado Ma Qianling, era originalmente un pequeño comerciante y campesino de Hezhou, y un asociado de Ma Zhan'ao – el gobernante de la región de Hezhou durante la Gran Rebelión Musulmana de la década de 1860 –y se pasó al bando de la Dinastía Qing en 1872, junto con Ma Zhan'ao. Recompensado por el gobierno y exitoso en los negocios, tuvo cuatro hijos con sus tres esposas.[5] Ma Zhanao fue el padre de otros dos caudillos de la Camarilla Ma, Ma Anliang y Ma Guoliang.[6][7] Ma Qianling tenía varios sobrinos que murieron junto a Ma Fulu en la Rebelión Bóxer (1900-1901).

- Ma Haiyan fundó la tercera familia. Tuvo dos hijos, Ma Qi, y Ma Lin. Ma Qi tuvo dos hijos, Ma Buqing y Ma Bufang, originarios de Monigou (漠泥沟乡) en Linxiá.[8] Su padre, Ma Qi (1869–1931), tenía su base en Xining, controlando la actual Provincia de Qinghai. Ma Zhongying era el sobrino de Ma Qi, y primo de Ma Buqing y Ma Bufang. Ma Hushan también era miembro de dicha familia. Controlaban la Provincia de Qinghai. Una generación de esta familia tenía el mismo Nombre generacional, 步 (Bù), Ma Bufang, Ma Buqing, Ma Bukang, Ma Buluan, y Ma Zhongying (cuyo nombre original era Ma Buying). Todos tenían el carácter Bu en sus nombres y eran de la misma generación, siendo todos nietos de Ma Haiyan.

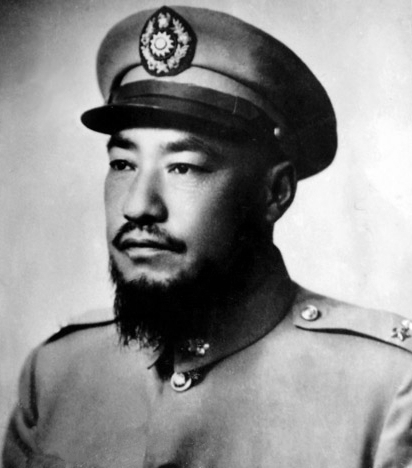
Ma Bufang
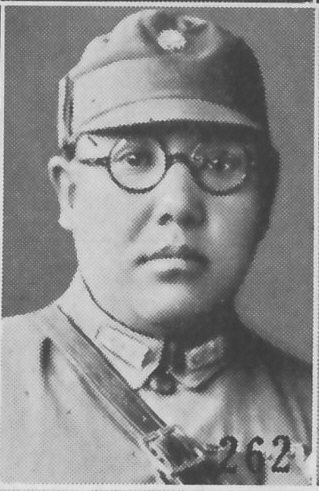
Ma Hongkui
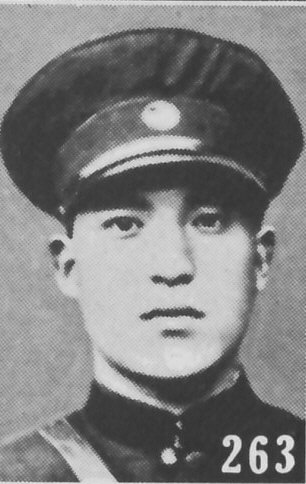
Ma Zhongying
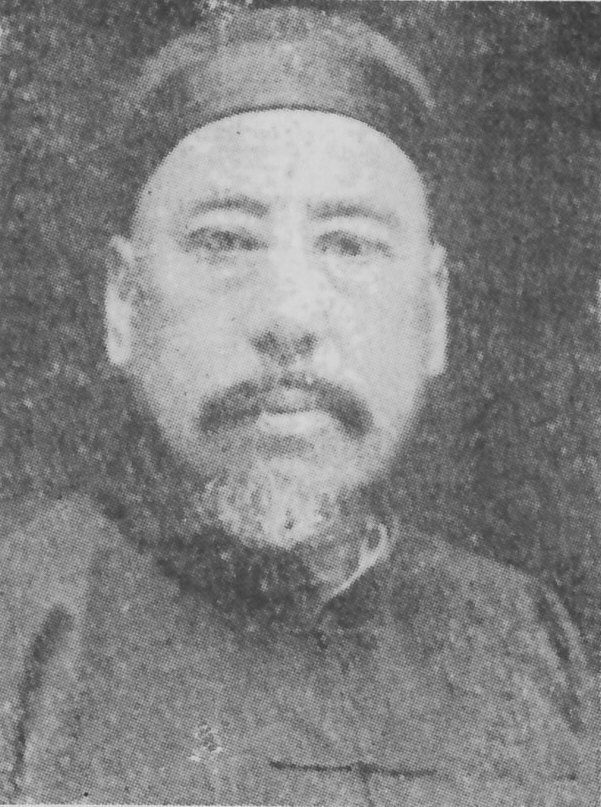
Ma Lin

## Historia
Los orígenes de la Camarilla Ma se remontan a oficiales de la Dinastía Qing, como el General Dong Fuxiang. El General Ma Anliang fue el líder de facto de los musulmanes de China noroccidental.
Los Tres (o Cinco) Ma tomaron el control de dicha región durante la era de los señores de la guerra, aliándose primeramente al Guominjun y posteriormente al Kuomintang. Combatieron al Ejército Rojo chino durante la Larga Marcha y a los japoneses durante la segunda guerra sino-japonesa.
La Camarilla Ma controló un vasto territorio en el noroeste, incluyendo Xining y Hezhou.
La Dinastía Qing otorgó a la familia de Ma Bufang un estandarte amarillo con el nombre familiar "Ma". Ma Bufang continuó usando dicho estandarte en sus batallas.
Ma Bufang recluitó muchos oficiales salares de Xunhua en su ejército, como Han Yimu y el General Han Youwen.
Durante una campaña contra los comunistas en la guerra civil, en Gansu, Qinghai, y Ningxia, los soldados musulmanes sumaban 31 000.
Durante la etapa final de la guerra civil china, los Ma lucharon por el Kuomintang contra los comunistas, hasta que estos liquidaron su caballería y tomaron Gansu en agosto de 1949, pocos meses antes del establecimiento de la República Popular China. Hacia ese momento, Ma Hongbin tenía muy pocas posibilidades de ganar y se pasó al bando comunista. Fue nombrado vice-chairman (later restyled vice-governor) de la Provincia de Gansu. Falleció en Lanzhou en 1960. Ma Hongkui huyó junto al Kuomintang hacia Taiwán. Posteriormente, emigró a los Estados Unidos, en donde falleció el 14 de enero de 1970.
Ma Bufang, junto a su hijo Ma Jiyuan, huyó en un avión desde Qinghai hacia Chongqing y luego a Hong Kong. En octubre de 1949, Chiang Kai-shek le exigió que regresara al Noroeste para continuar resistiendo a los comunistas, pero este prefirió emigrar a Arabia Saudita con más de 200 parientes y subordinados, para realizar la hajj. Posteriormente, fue el primer embajador de Taiwán en Arabia Saudita.
El hijo mayor de Ma Lin, Ma Burong, se pasó al bando de los comunistas después de 1949 y donó 10 000 Yuanes para apoyar a las tropas chinas en la guerra de Corea. Uno de los oficiales Hui de Ma Chengxiang, Ma Fuchen 馬輔臣, también se unió a los comunistas.
El hijo de Ma Guoliang, Ma Tingbin, se convirtió en miembro de la Conferencia Consultiva Política del Pueblo Chino después de haberse unido a los comunistas.

## Lista de oficiales y generales de la Camarilla Ma

### Primera familia
- Ma Zhanao
- Ma Anliang
- Ma Guoliang
- Ma Suiliang
- Ma Tingxiang
- Ma Tingxian
- Ma Tingbin alias Ma Quanqin
- Ma Jieqin

### Segunda familia
- Ma Qianling
- Ma Fuxiang
- Ma Fulu
- Ma Fushou
- Ma Fucai
- Ma Hongbin
- Ma Hongkui
- Ma Dunjing (1906-1972)
- Ma Dunjing (1910-2003)
- Ma Dunhou (Ma Tung-hou)
- Ma Dunren

#### Oficiales
- Ma Fuxing
- Ma Chiang-liang

### Tercera familia
- Ma Haiyan
- Ma Haiyuan
- Ma Qi
- Ma Lin
- Ma Bao
- Ma Guzhong
- Ma Liang (general)
- Ma Yuanxiang
- Ma Bufang
- Ma Buqing
- Ma Bukang
- Ma Buluan
- Ma Burong
- Ma Buyuan
- Ma Zhongying (Ma Buying)
- Ma Hushan
- Ma Xuyuan
- Ma Weiguo
- Ma Jiyuan
- Ma Chengxiang
- Ma Biao
- Ma Burong

#### Oficiales
- Han Youwen
- Han Yimu
- Ma Zhancang
- Ma Fuyuan
- Ma Shiming
- Ma Ju-lung
- Pai Tzu-li
- Ma Sheng-kuei
- Su Chin-shou
- Ma Xizhen

## Árboles genealógicos
A continuación se hallan los árboles genealógicos de la Camarilla Ma. Dichos árboles no son exhaustivos.

### Primera familia
|                                       |                                       |                                       |                                       |                                       |                                       |                                 |                                 |                                     |                                     |                                     |                                     | Ma Zhanao (Ma Zhan'ao or Ma Chan-ao) 馬占鰲 |                                     |  |  |                                                        |                                                        |                                                        |                                                        |                                                        |                                                        |  |  |  |  |  |  |                                   |                                   |                                   |                                   |                                   |                                   |  |  |  |  |  |  |
|                                       |                                       |                                       |                                       |                                       |                                       |                                 |                                 |                                     |                                     |                                     |                                     |                                             |                                     |  |  |                                                        |                                                        |                                                        |                                                        |                                                        |                                                        |  |  |  |  |  |  |                                   |                                   |                                   |                                   |                                   |                                   |  |  |  |  |  |  |
|                                       |                                       |                                       |                                       |                                       |                                       |                                 |                                 |                                     |                                     |                                     |                                     |                                             |                                     |  |  |                                                        |                                                        |                                                        |                                                        |                                                        |                                                        |  |  |  |  |  |  |                                   |                                   |                                   |                                   |                                   |                                   |  |  |  |  |  |  |
|                                       |                                       |                                       |                                       | Ma Anliang (Ma An-liang) 馬安良       | Ma Anliang (Ma An-liang) 馬安良       | Ma Anliang (Ma An-liang) 馬安良 | Ma Anliang (Ma An-liang) 馬安良 | Ma Anliang (Ma An-liang) 馬安良     | Ma Anliang (Ma An-liang) 馬安良     |                                     |                                     |                                             |                                     |  |  | Ma Guoliang (Ma Kuo-liang) 馬國良                      | Ma Guoliang (Ma Kuo-liang) 馬國良                      | Ma Guoliang (Ma Kuo-liang) 馬國良                      | Ma Guoliang (Ma Kuo-liang) 馬國良                      | Ma Guoliang (Ma Kuo-liang) 馬國良                      | Ma Guoliang (Ma Kuo-liang) 馬國良                      |  |  |  |  |  |  | Ma Suiliang (Ma Sui-liang) 馬遂良 | Ma Suiliang (Ma Sui-liang) 馬遂良 | Ma Suiliang (Ma Sui-liang) 馬遂良 | Ma Suiliang (Ma Sui-liang) 馬遂良 | Ma Suiliang (Ma Sui-liang) 馬遂良 | Ma Suiliang (Ma Sui-liang) 馬遂良 |  |  |  |  |  |  |
|                                       |                                       |                                       |                                       | Ma Anliang (Ma An-liang) 馬安良       | Ma Anliang (Ma An-liang) 馬安良       | Ma Anliang (Ma An-liang) 馬安良 | Ma Anliang (Ma An-liang) 馬安良 | Ma Anliang (Ma An-liang) 馬安良     | Ma Anliang (Ma An-liang) 馬安良     |                                     |                                     |                                             |                                     |  |  | Ma Guoliang (Ma Kuo-liang) 馬國良                      | Ma Guoliang (Ma Kuo-liang) 馬國良                      | Ma Guoliang (Ma Kuo-liang) 馬國良                      | Ma Guoliang (Ma Kuo-liang) 馬國良                      | Ma Guoliang (Ma Kuo-liang) 馬國良                      | Ma Guoliang (Ma Kuo-liang) 馬國良                      |  |  |  |  |  |  | Ma Suiliang (Ma Sui-liang) 馬遂良 | Ma Suiliang (Ma Sui-liang) 馬遂良 | Ma Suiliang (Ma Sui-liang) 馬遂良 | Ma Suiliang (Ma Sui-liang) 馬遂良 | Ma Suiliang (Ma Sui-liang) 馬遂良 | Ma Suiliang (Ma Sui-liang) 馬遂良 |  |  |  |  |  |  |
|                                       |                                       |                                       |                                       |                                       |                                       |                                 |                                 |                                     |                                     |                                     |                                     |                                             |                                     |  |  |                                                        |                                                        |                                                        |                                                        |                                                        |                                                        |  |  |  |  |  |  |                                   |                                   |                                   |                                   |                                   |                                   |  |  |  |  |  |  |
| Ma Tingxiang (Ma T'ing-hsiang) 馬廷勷 | Ma Tingxiang (Ma T'ing-hsiang) 馬廷勷 | Ma Tingxiang (Ma T'ing-hsiang) 馬廷勷 | Ma Tingxiang (Ma T'ing-hsiang) 馬廷勷 | Ma Tingxiang (Ma T'ing-hsiang) 馬廷勷 | Ma Tingxiang (Ma T'ing-hsiang) 馬廷勷 |                                 |                                 | Ma Tingxian (Ma T'ing-hsien) 馬廷賢 | Ma Tingxian (Ma T'ing-hsien) 馬廷賢 | Ma Tingxian (Ma T'ing-hsien) 馬廷賢 | Ma Tingxian (Ma T'ing-hsien) 馬廷賢 | Ma Tingxian (Ma T'ing-hsien) 馬廷賢         | Ma Tingxian (Ma T'ing-hsien) 馬廷賢 |  |  | Ma Tingbin (Ma T'ing-pin) 馬廷斌 aka Ma Quanqin 馬全欽 | Ma Tingbin (Ma T'ing-pin) 馬廷斌 aka Ma Quanqin 馬全欽 | Ma Tingbin (Ma T'ing-pin) 馬廷斌 aka Ma Quanqin 馬全欽 | Ma Tingbin (Ma T'ing-pin) 馬廷斌 aka Ma Quanqin 馬全欽 | Ma Tingbin (Ma T'ing-pin) 馬廷斌 aka Ma Quanqin 馬全欽 | Ma Tingbin (Ma T'ing-pin) 馬廷斌 aka Ma Quanqin 馬全欽 |  |  |  |  |  |  |                                   |                                   |                                   |                                   |                                   |                                   |  |  |  |  |  |  |

### Segunda familia
|                               |                               |                               |                               |                               |                               |  |  |                               |                               |                               |                               | Ma Qianling (Ma Ch'ien-ling) 馬千齡 |                               |  |  |                                              |                                              |                                              |                                              |                                              |                                              |  |  |  |  |                                                          |                                                          |                                                          |                                                          |                                                          |                                                          |  |  |  |  |                                              |                                              |                                              |                                              |                                              |                                              |  |  |  |  |                               |                               |                               |                               |                               |                               |  |  |  |  |  |  |  |  |  |  |
|                               |                               |                               |                               |                               |                               |  |  |                               |                               |                               |                               |                                     |                               |  |  |                                              |                                              |                                              |                                              |                                              |                                              |  |  |  |  |                                                          |                                                          |                                                          |                                                          |                                                          |                                                          |  |  |  |  |                                              |                                              |                                              |                                              |                                              |                                              |  |  |  |  |                               |                               |                               |                               |                               |                               |  |  |  |  |  |  |  |  |  |  |
|                               |                               |                               |                               |                               |                               |  |  |                               |                               |                               |                               |                                     |                               |  |  |                                              |                                              |                                              |                                              |                                              |                                              |  |  |  |  |                                                          |                                                          |                                                          |                                                          |                                                          |                                                          |  |  |  |  |                                              |                                              |                                              |                                              |                                              |                                              |  |  |  |  |                               |                               |                               |                               |                               |                               |  |  |  |  |  |  |  |  |  |  |
| Ma Fushou (Ma Fu-shou) 馬福壽 | Ma Fushou (Ma Fu-shou) 馬福壽 | Ma Fushou (Ma Fu-shou) 馬福壽 | Ma Fushou (Ma Fu-shou) 馬福壽 | Ma Fushou (Ma Fu-shou) 馬福壽 | Ma Fushou (Ma Fu-shou) 馬福壽 |  |  | Ma Fucai (Ma Fu-ts'ai) 馬福財 | Ma Fucai (Ma Fu-ts'ai) 馬福財 | Ma Fucai (Ma Fu-ts'ai) 馬福財 | Ma Fucai (Ma Fu-ts'ai) 馬福財 | Ma Fucai (Ma Fu-ts'ai) 馬福財       | Ma Fucai (Ma Fu-ts'ai) 馬福財 |  |  | Ma Fulu (Ma Fu-lu) 馬福綠                    | Ma Fulu (Ma Fu-lu) 馬福綠                    | Ma Fulu (Ma Fu-lu) 馬福綠                    | Ma Fulu (Ma Fu-lu) 馬福綠                    | Ma Fulu (Ma Fu-lu) 馬福綠                    | Ma Fulu (Ma Fu-lu) 馬福綠                    |  |  |  |  | Ma Fuxiang (Ma Fu-hsiang) 馬福祥                         | Ma Fuxiang (Ma Fu-hsiang) 馬福祥                         | Ma Fuxiang (Ma Fu-hsiang) 馬福祥                         | Ma Fuxiang (Ma Fu-hsiang) 馬福祥                         | Ma Fuxiang (Ma Fu-hsiang) 馬福祥                         | Ma Fuxiang (Ma Fu-hsiang) 馬福祥                         |  |  |  |  |                                              |                                              |                                              |                                              |                                              |                                              |  |  |  |  |                               |                               |                               |                               |                               |                               |  |  |  |  |  |  |  |  |  |  |
| Ma Fushou (Ma Fu-shou) 馬福壽 | Ma Fushou (Ma Fu-shou) 馬福壽 | Ma Fushou (Ma Fu-shou) 馬福壽 | Ma Fushou (Ma Fu-shou) 馬福壽 | Ma Fushou (Ma Fu-shou) 馬福壽 | Ma Fushou (Ma Fu-shou) 馬福壽 |  |  | Ma Fucai (Ma Fu-ts'ai) 馬福財 | Ma Fucai (Ma Fu-ts'ai) 馬福財 | Ma Fucai (Ma Fu-ts'ai) 馬福財 | Ma Fucai (Ma Fu-ts'ai) 馬福財 | Ma Fucai (Ma Fu-ts'ai) 馬福財       | Ma Fucai (Ma Fu-ts'ai) 馬福財 |  |  | Ma Fulu (Ma Fu-lu) 馬福綠                    | Ma Fulu (Ma Fu-lu) 馬福綠                    | Ma Fulu (Ma Fu-lu) 馬福綠                    | Ma Fulu (Ma Fu-lu) 馬福綠                    | Ma Fulu (Ma Fu-lu) 馬福綠                    | Ma Fulu (Ma Fu-lu) 馬福綠                    |  |  |  |  | Ma Fuxiang (Ma Fu-hsiang) 馬福祥                         | Ma Fuxiang (Ma Fu-hsiang) 馬福祥                         | Ma Fuxiang (Ma Fu-hsiang) 馬福祥                         | Ma Fuxiang (Ma Fu-hsiang) 馬福祥                         | Ma Fuxiang (Ma Fu-hsiang) 馬福祥                         | Ma Fuxiang (Ma Fu-hsiang) 馬福祥                         |  |  |  |  |                                              |                                              |                                              |                                              |                                              |                                              |  |  |  |  |                               |                               |                               |                               |                               |                               |  |  |  |  |  |  |  |  |  |  |
|                               |                               |                               |                               |                               |                               |  |  |                               |                               |                               |                               |                                     |                               |  |  | Ma Hongbin (Ma Hung-pin) 馬鴻賓              | Ma Hongbin (Ma Hung-pin) 馬鴻賓              | Ma Hongbin (Ma Hung-pin) 馬鴻賓              | Ma Hongbin (Ma Hung-pin) 馬鴻賓              | Ma Hongbin (Ma Hung-pin) 馬鴻賓              | Ma Hongbin (Ma Hung-pin) 馬鴻賓              |  |  |  |  | Ma Hongkui (Ma Hung-kuei or Ma Hung-kwei) 馬鴻逵         | Ma Hongkui (Ma Hung-kuei or Ma Hung-kwei) 馬鴻逵         | Ma Hongkui (Ma Hung-kuei or Ma Hung-kwei) 馬鴻逵         | Ma Hongkui (Ma Hung-kuei or Ma Hung-kwei) 馬鴻逵         | Ma Hongkui (Ma Hung-kuei or Ma Hung-kwei) 馬鴻逵         | Ma Hongkui (Ma Hung-kuei or Ma Hung-kwei) 馬鴻逵         |  |  |  |  |                                              |                                              |                                              |                                              |                                              |                                              |  |  |  |  |                               |                               |                               |                               |                               |                               |  |  |  |  |  |  |  |  |  |  |
|                               |                               |                               |                               |                               |                               |  |  |                               |                               |                               |                               |                                     |                               |  |  | Ma Hongbin (Ma Hung-pin) 馬鴻賓              | Ma Hongbin (Ma Hung-pin) 馬鴻賓              | Ma Hongbin (Ma Hung-pin) 馬鴻賓              | Ma Hongbin (Ma Hung-pin) 馬鴻賓              | Ma Hongbin (Ma Hung-pin) 馬鴻賓              | Ma Hongbin (Ma Hung-pin) 馬鴻賓              |  |  |  |  | Ma Hongkui (Ma Hung-kuei or Ma Hung-kwei) 馬鴻逵         | Ma Hongkui (Ma Hung-kuei or Ma Hung-kwei) 馬鴻逵         | Ma Hongkui (Ma Hung-kuei or Ma Hung-kwei) 馬鴻逵         | Ma Hongkui (Ma Hung-kuei or Ma Hung-kwei) 馬鴻逵         | Ma Hongkui (Ma Hung-kuei or Ma Hung-kwei) 馬鴻逵         | Ma Hongkui (Ma Hung-kuei or Ma Hung-kwei) 馬鴻逵         |  |  |  |  |                                              |                                              |                                              |                                              |                                              |                                              |  |  |  |  |                               |                               |                               |                               |                               |                               |  |  |  |  |  |  |  |  |  |  |
|                               |                               |                               |                               |                               |                               |  |  |                               |                               |                               |                               |                                     |                               |  |  |                                              |                                              |                                              |                                              |                                              |                                              |  |  |  |  |                                                          |                                                          |                                                          |                                                          |                                                          |                                                          |  |  |  |  |                                              |                                              |                                              |                                              |                                              |                                              |  |  |  |  |                               |                               |                               |                               |                               |                               |  |  |  |  |  |  |  |  |  |  |
|                               |                               |                               |                               |                               |                               |  |  |                               |                               |                               |                               |                                     |                               |  |  | Ma Dunjing (1906–1972) (Ma Tun-ching) 馬惇靖 | Ma Dunjing (1906–1972) (Ma Tun-ching) 馬惇靖 | Ma Dunjing (1906–1972) (Ma Tun-ching) 馬惇靖 | Ma Dunjing (1906–1972) (Ma Tun-ching) 馬惇靖 | Ma Dunjing (1906–1972) (Ma Tun-ching) 馬惇靖 | Ma Dunjing (1906–1972) (Ma Tun-ching) 馬惇靖 |  |  |  |  | Ma Dunhou (Ma Tun-hou, misspelled as Ma Tung-hou) 馬敦厚 | Ma Dunhou (Ma Tun-hou, misspelled as Ma Tung-hou) 馬敦厚 | Ma Dunhou (Ma Tun-hou, misspelled as Ma Tung-hou) 馬敦厚 | Ma Dunhou (Ma Tun-hou, misspelled as Ma Tung-hou) 馬敦厚 | Ma Dunhou (Ma Tun-hou, misspelled as Ma Tung-hou) 馬敦厚 | Ma Dunhou (Ma Tun-hou, misspelled as Ma Tung-hou) 馬敦厚 |  |  |  |  | Ma Dunjing (1910–2003) (Ma Tun-ching) 馬敦靜 | Ma Dunjing (1910–2003) (Ma Tun-ching) 馬敦靜 | Ma Dunjing (1910–2003) (Ma Tun-ching) 馬敦靜 | Ma Dunjing (1910–2003) (Ma Tun-ching) 馬敦靜 | Ma Dunjing (1910–2003) (Ma Tun-ching) 馬敦靜 | Ma Dunjing (1910–2003) (Ma Tun-ching) 馬敦靜 |  |  |  |  | Ma Dunren (Ma Tun-jen) 馬敦仁 | Ma Dunren (Ma Tun-jen) 馬敦仁 | Ma Dunren (Ma Tun-jen) 馬敦仁 | Ma Dunren (Ma Tun-jen) 馬敦仁 | Ma Dunren (Ma Tun-jen) 馬敦仁 | Ma Dunren (Ma Tun-jen) 馬敦仁 |  |  |  |  |  |  |  |  |  |  |

### Tercera familia
|                                                                    |                                                                    |                                                                    |                                                                    |                                                                    |                                                                    |                                 |                                 |                                 |                                 |                                 |                                 | Desconocido                     |                                 |  |  |                                |                                |                                |                                |                                |                                |                               |                               |                               |                               |                               |                               |                               |                               |  |  |                               |                               |                               |                               |                               |                               |  |  |  |  |  |  |  |  |  |  |  |  |  |  |  |  |  |  |  |  |  |  |  |  |  |  |
|                                                                    |                                                                    |                                                                    |                                                                    |                                                                    |                                                                    |                                 |                                 |                                 |                                 |                                 |                                 |                                 |                                 |  |  |                                |                                |                                |                                |                                |                                |                               |                               |                               |                               |                               |                               |                               |                               |  |  |                               |                               |                               |                               |                               |                               |  |  |  |  |  |  |  |  |  |  |  |  |  |  |  |  |  |  |  |  |  |  |  |  |  |  |
|                                                                    |                                                                    |                                                                    |                                                                    |                                                                    |                                                                    |                                 |                                 |                                 |                                 |                                 |                                 |                                 |                                 |  |  |                                |                                |                                |                                |                                |                                |                               |                               |                               |                               |                               |                               |                               |                               |  |  |                               |                               |                               |                               |                               |                               |  |  |  |  |  |  |  |  |  |  |  |  |  |  |  |  |  |  |  |  |  |  |  |  |  |  |
|                                                                    |                                                                    |                                                                    |                                                                    | Ma Haiyuan (Ma Hai-yüan) 馬海淵                                    | Ma Haiyuan (Ma Hai-yüan) 馬海淵                                    | Ma Haiyuan (Ma Hai-yüan) 馬海淵 | Ma Haiyuan (Ma Hai-yüan) 馬海淵 | Ma Haiyuan (Ma Hai-yüan) 馬海淵 | Ma Haiyuan (Ma Hai-yüan) 馬海淵 |                                 |                                 |                                 |                                 |  |  |                                |                                | Ma Haiyan (Ma Hai-yan) 馬海晏  | Ma Haiyan (Ma Hai-yan) 馬海晏  | Ma Haiyan (Ma Hai-yan) 馬海晏  | Ma Haiyan (Ma Hai-yan) 馬海晏  | Ma Haiyan (Ma Hai-yan) 馬海晏 | Ma Haiyan (Ma Hai-yan) 馬海晏 |                               |                               |                               |                               |                               |                               |  |  |                               |                               |                               |                               |                               |                               |  |  |  |  |  |  |  |  |  |  |  |  |  |  |  |  |  |  |  |  |  |  |  |  |  |  |
|                                                                    |                                                                    |                                                                    |                                                                    | Ma Haiyuan (Ma Hai-yüan) 馬海淵                                    | Ma Haiyuan (Ma Hai-yüan) 馬海淵                                    | Ma Haiyuan (Ma Hai-yüan) 馬海淵 | Ma Haiyuan (Ma Hai-yüan) 馬海淵 | Ma Haiyuan (Ma Hai-yüan) 馬海淵 | Ma Haiyuan (Ma Hai-yüan) 馬海淵 |                                 |                                 |                                 |                                 |  |  |                                |                                | Ma Haiyan (Ma Hai-yan) 馬海晏  | Ma Haiyan (Ma Hai-yan) 馬海晏  | Ma Haiyan (Ma Hai-yan) 馬海晏  | Ma Haiyan (Ma Hai-yan) 馬海晏  | Ma Haiyan (Ma Hai-yan) 馬海晏 | Ma Haiyan (Ma Hai-yan) 馬海晏 |                               |                               |                               |                               |                               |                               |  |  |                               |                               |                               |                               |                               |                               |  |  |  |  |  |  |  |  |  |  |  |  |  |  |  |  |  |  |  |  |  |  |  |  |  |  |
|                                                                    |                                                                    |                                                                    |                                                                    |                                                                    |                                                                    |                                 |                                 |                                 |                                 |                                 |                                 |                                 |                                 |  |  |                                |                                |                                |                                |                                |                                |                               |                               |                               |                               |                               |                               |                               |                               |  |  |                               |                               |                               |                               |                               |                               |  |  |  |  |  |  |  |  |  |  |  |  |  |  |  |  |  |  |  |  |  |  |  |  |  |  |
| Ma Bao (Ma Pao) 馬寶                                               | Ma Bao (Ma Pao) 馬寶                                               | Ma Bao (Ma Pao) 馬寶                                               | Ma Bao (Ma Pao) 馬寶                                               | Ma Bao (Ma Pao) 馬寶                                               | Ma Bao (Ma Pao) 馬寶                                               |                                 |                                 | Ma Guzhong (Ma Ku-chung) 馬??   | Ma Guzhong (Ma Ku-chung) 馬??   | Ma Guzhong (Ma Ku-chung) 馬??   | Ma Guzhong (Ma Ku-chung) 馬??   | Ma Guzhong (Ma Ku-chung) 馬??   | Ma Guzhong (Ma Ku-chung) 馬??   |  |  | Ma Qi (Ma Ch'i) 馬麒           | Ma Qi (Ma Ch'i) 馬麒           | Ma Qi (Ma Ch'i) 馬麒           | Ma Qi (Ma Ch'i) 馬麒           | Ma Qi (Ma Ch'i) 馬麒           | Ma Qi (Ma Ch'i) 馬麒           |                               |                               | Ma Lin (Ma Lin) 馬麟          | Ma Lin (Ma Lin) 馬麟          | Ma Lin (Ma Lin) 馬麟          | Ma Lin (Ma Lin) 馬麟          | Ma Lin (Ma Lin) 馬麟          | Ma Lin (Ma Lin) 馬麟          |  |  |                               |                               |                               |                               |                               |                               |  |  |  |  |  |  |  |  |  |  |  |  |  |  |  |  |  |  |  |  |  |  |  |  |  |  |
| Ma Bao (Ma Pao) 馬寶                                               | Ma Bao (Ma Pao) 馬寶                                               | Ma Bao (Ma Pao) 馬寶                                               | Ma Bao (Ma Pao) 馬寶                                               | Ma Bao (Ma Pao) 馬寶                                               | Ma Bao (Ma Pao) 馬寶                                               |                                 |                                 | Ma Guzhong (Ma Ku-chung) 馬??   | Ma Guzhong (Ma Ku-chung) 馬??   | Ma Guzhong (Ma Ku-chung) 馬??   | Ma Guzhong (Ma Ku-chung) 馬??   | Ma Guzhong (Ma Ku-chung) 馬??   | Ma Guzhong (Ma Ku-chung) 馬??   |  |  | Ma Qi (Ma Ch'i) 馬麒           | Ma Qi (Ma Ch'i) 馬麒           | Ma Qi (Ma Ch'i) 馬麒           | Ma Qi (Ma Ch'i) 馬麒           | Ma Qi (Ma Ch'i) 馬麒           | Ma Qi (Ma Ch'i) 馬麒           |                               |                               | Ma Lin (Ma Lin) 馬麟          | Ma Lin (Ma Lin) 馬麟          | Ma Lin (Ma Lin) 馬麟          | Ma Lin (Ma Lin) 馬麟          | Ma Lin (Ma Lin) 馬麟          | Ma Lin (Ma Lin) 馬麟          |  |  |                               |                               |                               |                               |                               |                               |  |  |  |  |  |  |  |  |  |  |  |  |  |  |  |  |  |  |  |  |  |  |  |  |  |  |
|                                                                    |                                                                    |                                                                    |                                                                    |                                                                    |                                                                    |                                 |                                 |                                 |                                 |                                 |                                 |                                 |                                 |  |  |                                |                                |                                |                                |                                |                                |                               |                               |                               |                               |                               |                               |                               |                               |  |  |                               |                               |                               |                               |                               |                               |  |  |  |  |  |  |  |  |  |  |  |  |  |  |  |  |  |  |  |  |  |  |  |  |  |  |
| Ma Zhongying (Ma Chung-ying) 馬仲英 (Ma Buying, Ma Pu-ying 馬步英) | Ma Zhongying (Ma Chung-ying) 馬仲英 (Ma Buying, Ma Pu-ying 馬步英) | Ma Zhongying (Ma Chung-ying) 馬仲英 (Ma Buying, Ma Pu-ying 馬步英) | Ma Zhongying (Ma Chung-ying) 馬仲英 (Ma Buying, Ma Pu-ying 馬步英) | Ma Zhongying (Ma Chung-ying) 馬仲英 (Ma Buying, Ma Pu-ying 馬步英) | Ma Zhongying (Ma Chung-ying) 馬仲英 (Ma Buying, Ma Pu-ying 馬步英) |                                 |                                 | Ma Buqing (Ma Pu-ch'ing) 馬步青 | Ma Buqing (Ma Pu-ch'ing) 馬步青 | Ma Buqing (Ma Pu-ch'ing) 馬步青 | Ma Buqing (Ma Pu-ch'ing) 馬步青 | Ma Buqing (Ma Pu-ch'ing) 馬步青 | Ma Buqing (Ma Pu-ch'ing) 馬步青 |  |  | Ma Bufang (Ma Pu-fang) 馬步芳  | Ma Bufang (Ma Pu-fang) 馬步芳  | Ma Bufang (Ma Pu-fang) 馬步芳  | Ma Bufang (Ma Pu-fang) 馬步芳  | Ma Bufang (Ma Pu-fang) 馬步芳  | Ma Bufang (Ma Pu-fang) 馬步芳  |                               |                               | Ma Burong (Ma Pu-jung) 馬步榮 | Ma Burong (Ma Pu-jung) 馬步榮 | Ma Burong (Ma Pu-jung) 馬步榮 | Ma Burong (Ma Pu-jung) 馬步榮 | Ma Burong (Ma Pu-jung) 馬步榮 | Ma Burong (Ma Pu-jung) 馬步榮 |  |  | Ma Buyuan (Ma Pu-yüan) 馬步援 | Ma Buyuan (Ma Pu-yüan) 馬步援 | Ma Buyuan (Ma Pu-yüan) 馬步援 | Ma Buyuan (Ma Pu-yüan) 馬步援 | Ma Buyuan (Ma Pu-yüan) 馬步援 | Ma Buyuan (Ma Pu-yüan) 馬步援 |  |  |  |  |  |  |  |  |  |  |  |  |  |  |  |  |  |  |  |  |  |  |  |  |  |  |
| Ma Zhongying (Ma Chung-ying) 馬仲英 (Ma Buying, Ma Pu-ying 馬步英) | Ma Zhongying (Ma Chung-ying) 馬仲英 (Ma Buying, Ma Pu-ying 馬步英) | Ma Zhongying (Ma Chung-ying) 馬仲英 (Ma Buying, Ma Pu-ying 馬步英) | Ma Zhongying (Ma Chung-ying) 馬仲英 (Ma Buying, Ma Pu-ying 馬步英) | Ma Zhongying (Ma Chung-ying) 馬仲英 (Ma Buying, Ma Pu-ying 馬步英) | Ma Zhongying (Ma Chung-ying) 馬仲英 (Ma Buying, Ma Pu-ying 馬步英) |                                 |                                 | Ma Buqing (Ma Pu-ch'ing) 馬步青 | Ma Buqing (Ma Pu-ch'ing) 馬步青 | Ma Buqing (Ma Pu-ch'ing) 馬步青 | Ma Buqing (Ma Pu-ch'ing) 馬步青 | Ma Buqing (Ma Pu-ch'ing) 馬步青 | Ma Buqing (Ma Pu-ch'ing) 馬步青 |  |  | Ma Bufang (Ma Pu-fang) 馬步芳  | Ma Bufang (Ma Pu-fang) 馬步芳  | Ma Bufang (Ma Pu-fang) 馬步芳  | Ma Bufang (Ma Pu-fang) 馬步芳  | Ma Bufang (Ma Pu-fang) 馬步芳  | Ma Bufang (Ma Pu-fang) 馬步芳  |                               |                               | Ma Burong (Ma Pu-jung) 馬步榮 | Ma Burong (Ma Pu-jung) 馬步榮 | Ma Burong (Ma Pu-jung) 馬步榮 | Ma Burong (Ma Pu-jung) 馬步榮 | Ma Burong (Ma Pu-jung) 馬步榮 | Ma Burong (Ma Pu-jung) 馬步榮 |  |  | Ma Buyuan (Ma Pu-yüan) 馬步援 | Ma Buyuan (Ma Pu-yüan) 馬步援 | Ma Buyuan (Ma Pu-yüan) 馬步援 | Ma Buyuan (Ma Pu-yüan) 馬步援 | Ma Buyuan (Ma Pu-yüan) 馬步援 | Ma Buyuan (Ma Pu-yüan) 馬步援 |  |  |  |  |  |  |  |  |  |  |  |  |  |  |  |  |  |  |  |  |  |  |  |  |  |  |
|                                                                    |                                                                    |                                                                    |                                                                    |                                                                    |                                                                    |                                 |                                 |                                 |                                 |                                 |                                 |                                 |                                 |  |  |                                |                                |                                |                                |                                |                                |                               |                               |                               |                               |                               |                               |                               |                               |  |  |                               |                               |                               |                               |                               |                               |  |  |  |  |  |  |  |  |  |  |  |  |  |  |  |  |  |  |  |  |  |  |  |  |  |  |
| Ma Xuyuan (Ma Hsü-yüan) 馬緒援                                     | Ma Xuyuan (Ma Hsü-yüan) 馬緒援                                     | Ma Xuyuan (Ma Hsü-yüan) 馬緒援                                     | Ma Xuyuan (Ma Hsü-yüan) 馬緒援                                     | Ma Xuyuan (Ma Hsü-yüan) 馬緒援                                     | Ma Xuyuan (Ma Hsü-yüan) 馬緒援                                     |                                 |                                 | Ma Weiguo (Ma Wei-kuo) 馬衛國   | Ma Weiguo (Ma Wei-kuo) 馬衛國   | Ma Weiguo (Ma Wei-kuo) 馬衛國   | Ma Weiguo (Ma Wei-kuo) 馬衛國   | Ma Weiguo (Ma Wei-kuo) 馬衛國   | Ma Weiguo (Ma Wei-kuo) 馬衛國   |  |  | Ma Jiyuan (Ma Chi-yüan) 馬繼援 | Ma Jiyuan (Ma Chi-yüan) 馬繼援 | Ma Jiyuan (Ma Chi-yüan) 馬繼援 | Ma Jiyuan (Ma Chi-yüan) 馬繼援 | Ma Jiyuan (Ma Chi-yüan) 馬繼援 | Ma Jiyuan (Ma Chi-yüan) 馬繼援 |                               |                               |                               |                               |                               |                               |                               |                               |  |  |                               |                               |                               |                               |                               |                               |  |  |  |  |  |  |  |  |  |  |  |  |  |  |  |  |  |  |  |  |  |  |  |  |  |  |

## Lista de guerras y conflictos de la Camarilla Ma
- Revuelta Dungan (1862-1877)

- Revuelta Dungan (1895-1896)

- Primera guerra sino-japonesa (1894-1895)

- Rebelión Bóxer (1900-1901)

- Revolución de Xinhai (1911-1912)

- Guerra de Protección Nacional (1915-1916)

- Guerra de Gansu (1927-1930)

- Pacificación de Qinghai

- Guerra civil china (1927-1950)

- Rebelión Kumul

- Guerra sino-tibetana (1930-1932)

- Invasión soviética del Sinkiang

- Guerra del Sinkiang (1937)

- Segunda guerra sino-japonesa (1937-1945)

- Rebelión Ili

- Insurgencia islámica del Kuomintang (1950–1958)